# Kavez (Veliki Blek)
Kavez je epizoda serijala Veliki Blek obјavljena u Lunov magnus stripu #999. Epizoda je premijerno u Srbiji objavljena 2. juna 2022. Koštala je 270 dinara (2,2 €, 2,5 $). Epizoda je imala 60 strana. Nakon nje nalazi se 1. deo kraće epziode „Senke u šumi” (scenario: Roberto Renci, crtež: Studio Barbato). Izdavač јe bio Golkonda. Autor naslovne stranice je Bane Kerac. Tiraž ove sveske bio je 3.000 primeraka.

## Kratak sadržaj
Fil Tausend i Mortimer, dvojica bogatih industrijalaca, organizuju gladijatorske igre na periferiji Bostona. Fil ima Herkula, nepobedivog gladijatora. Mortimer, u pokušaju da nađe dostojnog protivnika, nailazi na Bleka, kojeg zarobi i obeća slobodu ako pobedi Herkula. Bleka dovode na Mortimerovo imanje na kome upoznaje još zarobljenih gladijatora. Blek uspeva da se oslobodi, pre nego što pobegne oslobađa sve gladijatore i spaljuje Mortimerovo imanje.

## Nastavak izlaženja LMS
Ovo je prva epizoda Lunov magnus stripa koja je objavljena posle 1993. godine, kada je serijal prestao da izlazi. Poslednja epizoda nosila je #997, a #998 nikada nije objavljen. Razlog što izdavačka kuća Golconda nije mogla da nastavi sa #998 jeste u tome što je u njemu trebalo da se pojavi Mister No, a izdavačka prava za taj serijal od 2008. godine drži kuća Veseli četvrtak, koja ga izdaje u posebnoj ediciji.

## Blek
Ovo je jedna od epizoda YU Bleka na kome je radila grupa jugoslovenskih strip crtača i scenarista od 1978. do kraja osamdesetih godina 20. veka. Za crtež je odgovoran Marinko Lebović, a scenario je napisao Svetozar Obradović. Bila je planirana da se pojavi 1993. godine, ali nikada nije štampana usled prestanka izlaska edicije.